# Erminio Azzaro
Erminio Azzaro (* 12. Januar 1948 in Pisciotta) ist ein ehemaliger italienischer Leichtathlet, der sich auf den Hochsprung spezialisiert hatte. Er war Europameisterschaftsdritter 1969.

## Sportliche Karriere
Azzaro war 1966 sowie von 1969 bis 1971 italienischer Meister im Hochsprung. 1970 und 1971 gewann er auch den Titel des Hallenmeisters.
Im März 1966 bei den Europäischen Hallenspielen in Dortmund belegte Azzaro mit 2,00 Meter den zwölften Platz. Im Sommer bei den Europameisterschaften in Budapest schied Azzaro mit 1,95 Meter aus, für den Finaleinzug wurden 2,03 Meter gefordert. 1968 bei den Europäischen Hallenspielen in Barcelona erreichte Azzaro mit 2,05 Meter den 15. Platz. Im September 1969 bei den Europameisterschaften in Athen übersprangen in der Qualifikation elf Athleten 2,11 Meter, darunter auch Azzaro, der Finne Reijo Vähälä sprang 2,08 Meter im ersten Versuch und rückte als Zwölfter ins Finale. Im Endkampf überquerten drei Sportler 2,17 Meter. Nach der Mehrversuchsregel siegte Walentin Gawrilow aus der Sowjetunion vor Reijo Vähälä und Erminio Azzaro.
1970 trat Azzaro bei der Universiade in Turin an. Gawrilow siegte mit 2,18 vor Azzaro, der wie der drittplatzierte Rumäne Șerban Ioan 2,15 Meter überquerte. 1970 wurden die Hallenspiele durch die Halleneuropameisterschaften abgelöst. Bei den Halleneuropameisterschaften 1971 in Sofia belegte Azzaro mit 2,11 Meter den zehnten Rang. Im Sommer bei den Freiluft-Europameisterschaften in Helsinki sprang Azzaro in der Qualifikation 2,12 Meter. Im Finale belegte er mit 2,05 Meter den 17. Platz. 14 Tage später, am 28. August 1971, sprang Azzaro in Rieti 2,18 Meter, die beste Höhe seiner Karriere. Im Oktober bei den Mittelmeerspielen 1971 in Izmir erreichte Azzaro mit 2,05 Meter den vierten Platz.
Im Hochsprung der Frauen belegte in Izmir Sara Simeoni den zweiten Platz. Erminio Azzaro übernahm ihr Training und coachte sie zu je drei Medaillen bei Olympischen Spielen und Europameisterschaften. Die beiden heirateten später, ihr Sohn wurde italienischer Jugendmeister im Hochsprung.